# Kabungo
Kabungo är ett vattendrag i Burundi.   Det ligger i provinsen Kayanza, i den nordvästra delen av landet, 50 kilometer nordost om huvudstaden Bujumbura.
Omgivningarna runt Kabungo är en mosaik av jordbruksmark och naturlig växtlighet. Runt Kabungo är det tätbefolkat, med 397 invånare per kvadratkilometer.